# Bambiraptor feinbergi
Bambiraptor feinbergi ("rapaz bambi de los Feinberg") es la única especie conocida del género extinto Bambiraptor de dinosaurio terópodo dromeosáurido, que vivió a finales del período Cretácico superior, hace aproximadamente 75 millones de años, en el Campaniense, en lo que hoy es Norteamérica. Bambiraptor es uno de los dinosaurios más pequeños que se conocen, aunque podría ser un juvenil, pero tenía uno de los cerebros más grandes.

## Descripción
Cuando estaba vivo Bambiraptor  habría medido alrededor, de 0,3 metros de alto y 0,7 de largo pesando solo 2 kilogramos, aunque el espécimen podría ser un individuo juvenil, habiéndose propuesto que Bambiraptor sea realmente un ejemplar juvenil de Saurornitholestes, aunque nadie está seguro. Bambiraptor tenía un cerebro de gran tamaño, similar al de las aves modernas. Debido a su gran cerebelo, que puede indicar una agilidad e inteligencia más alta que otros dromeosáuridos, David A. Burnham ha presumido que Bambiraptor feinbergi puede haber sido arbóreo. La vida en los árboles pudo haber provocado la presión evolutiva que dio lugar a un cerebro más grande. Burnham también ofrece una hipótesis alternativa que un cerebro más grande se podría seleccionar como resultado de cazar presas más ágiles tales como lagartos y mamíferos. Bambiraptor tenía el cerebro más grande para su tamaño de cualquier dinosaurio descubierto, aunque el tamaño del cerebro pueda ser debido a su edad, porque los animales juveniles tienden a tener cocientes más grandes del cerebro/cuerpo comparados a los adultos. También tenía brazos muy largos y una espoleta bien desarrollada.

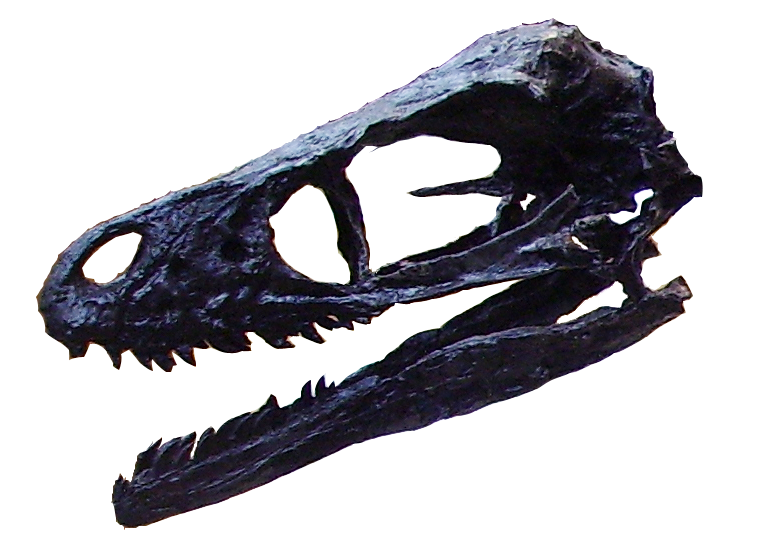
Cráneo de Bambiraptor.

La investigación hecha en Universidad Estatal de Lamar de Orange, Tejas ha indicado que Bambiraptor puede haber tenido las garras delanteras oponibles y una maniobrabilidad en el brazo que le permitiría alcanzar su boca. Esto habría dado al animal la capacidad de "tomar" el alimento en sus miembros delanteros y llevarlo a su boca, de una manera similar a algunos pequeños mamíferos modernos.
Durante la conferencia donde se presentó a Bambiraptor, el especialista Brian Cooley retrató al dinosaurio teniendo plumas, a pesar de que no se encontró ninguna con el fósil. Su decisión fue influenciada por el hecho de que Bambiraptor dentro del análisis cladístico era un miembro de un grupo, Paraves, que contiene a animales con plumas, las aves y del taxón hermano Oviraptorosauria, un grupo que también tenía formas con plumas (como Caudipteryx); Bambiraptor probablemente tenía plumas debido a su posición filogenética. La mayoría de los paleontólogos apoyan la opinión de Cooley, y los descubrimientos subsecuentes confirmaron que los pequeños dinosaurios dromeosáuridos como Bambiraptor estuvieron cubiertos completamente de plumas.

## Descubrimiento e investigación

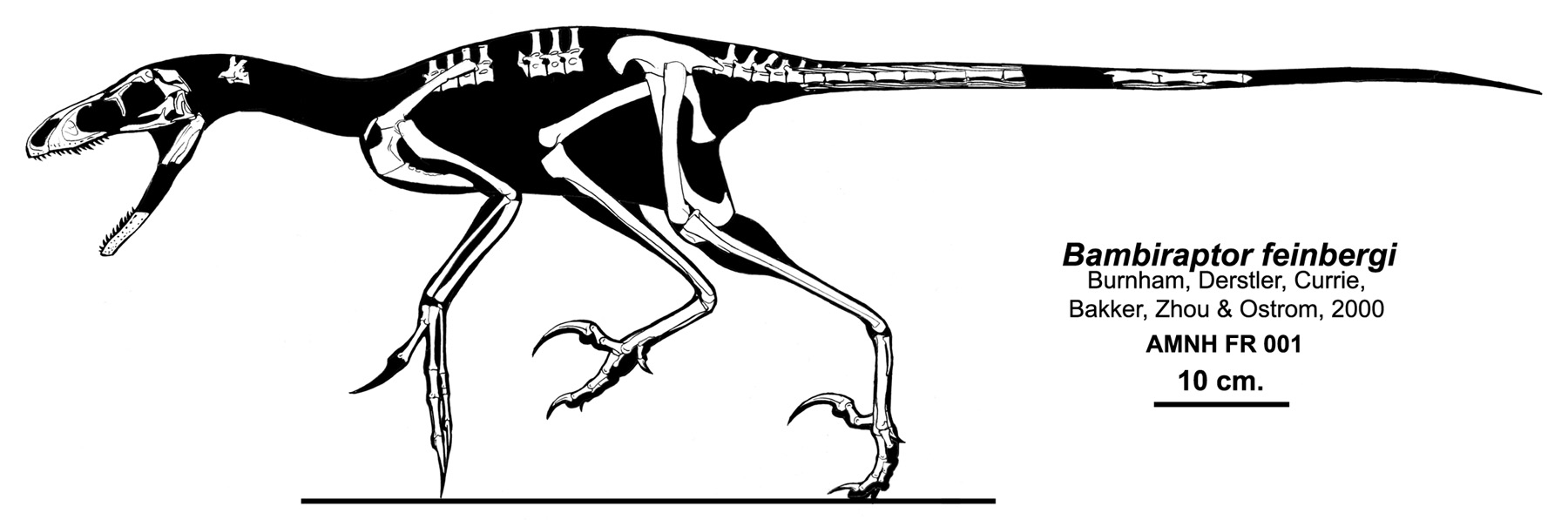
Diagrama del espécimen holotipo.

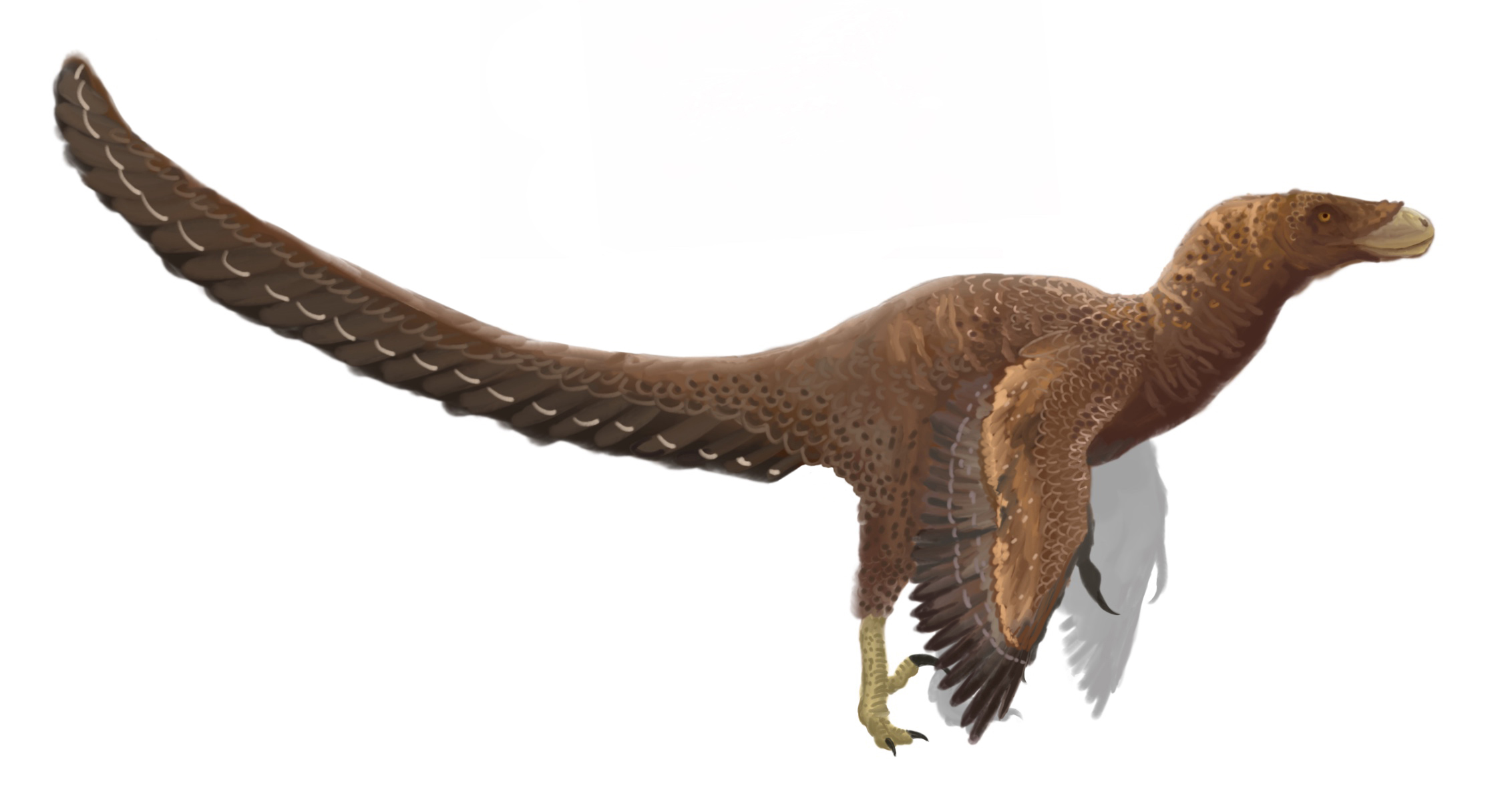
Restauración artística de un espécimen joven.

El esqueleto completo aproximadamente en un 95 por ciento. Debido a su estado el director del instituto de paleontología Florida, Martin Shugar, lo comparó con la Piedra de Rosetta que a los arqueólogos permitió traducir jeroglíficos egipcios. Paleontólogo de Yale John Ostrom, quien reintrodujo la teoría de la conexión entre aves y dinosaurios después de su descubrimiento de 1964 del  Deinonychus en Wyoming, llamó al espécimen una "joya", por lo completo y la calidad sin distorsión de los huesos que deben ayudar a científicos a entender el paso de dinosaurio a ave. El espécimen se guarda actualmente en Museo Americano de Historia Natural en Nueva York. Debido a su pequeño tamaño, fue nombrado Bambiraptor feinbergi, por el conocido personaje de Walt Disney Bambi, más por el apellido de la familia que compró y donó el espécimen al nuevo Museo de historia Natural Graves en Florida.

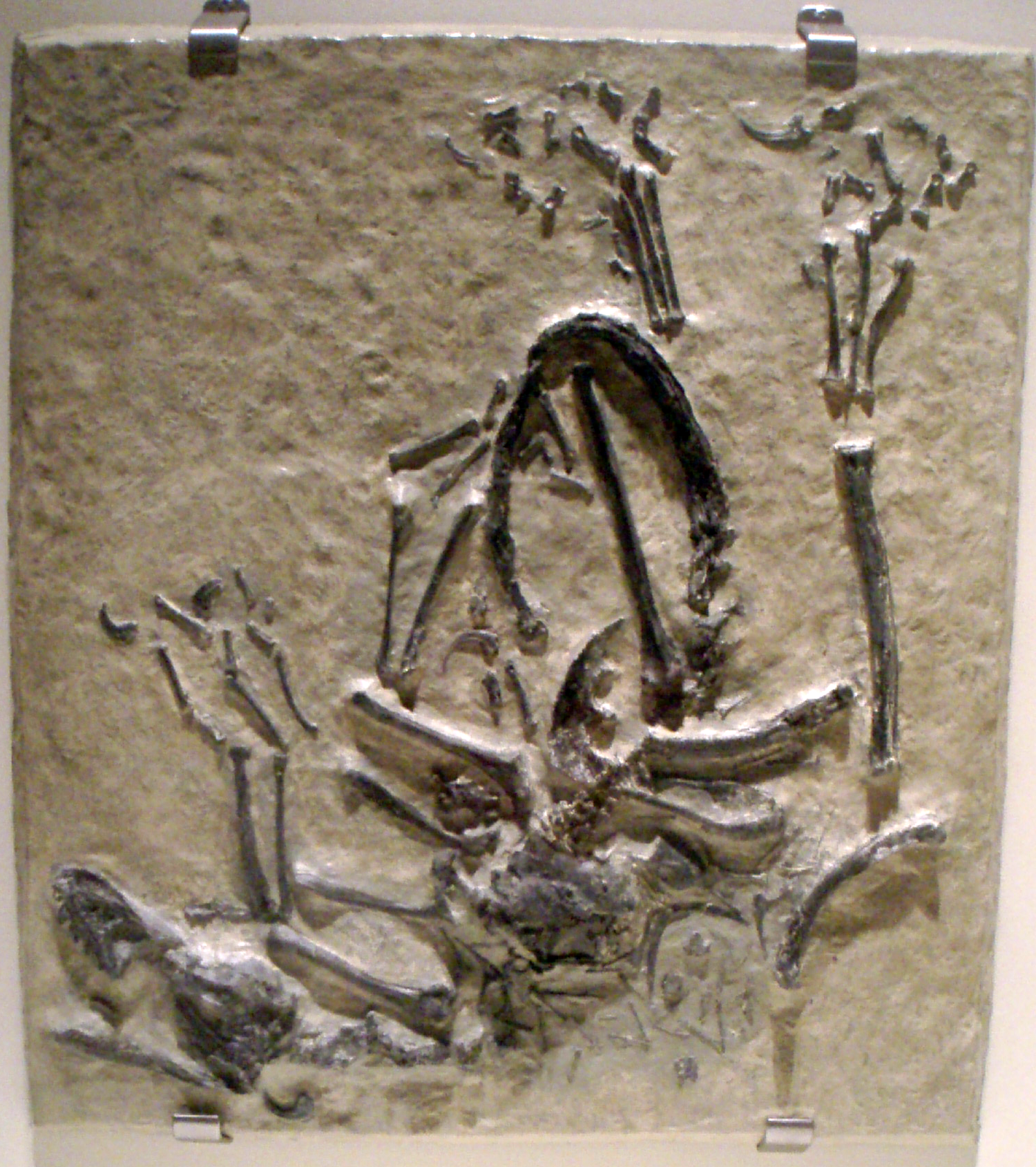
Fósil de Bambiraptor feinbergi en el Museo Real de Ontario, Toronto.

El holotipo fue descubierto en 1993 y se creyó inicialmente que era un Saurornitholestes; después fue nombrado como Velociraptor sp.. Buchholz Archivado el 19 de noviembre de 2008 en Wayback Machine. utilizó el nombre "Linsterosaurus" para este taxón en Dinosaur Mailing List entre 1997 y 2000, mientras que el Museo de Historia Natural de la Universidad de Oxford etiquetó su molde como Velociraptor feinbergi Archivado el 11 de octubre de 2008 en Wayback Machine.. Sin embargo, ninguno de estos nombres fue publicado oficialmente. Olshevsky Archivado el 4 de octubre de 2011 en Wayback Machine. observó que Bambiraptor feinbergi dfue nombrado en honor a una familia entera y no a una persona, por lo que sugiere que sea enmendado a B. feinbergorum, el cual es usado en varios sitios web y publicaciones. Sin embargo, la cuarta edición del ICZN no acepta más las enmiendas basadas en este razonamiento (artículo 31.1.3), como Creisler precisó más adelante ese día. Archivado el 15 de octubre de 2008 en Wayback Machine. Norell y Makovicky fueron los primeros que lo publicaron comoB. feinbergorum, que según el artículo 32.2.3 de ICZN está como nombre disponible, aunque como sinónimo más moderno.

### Descubrimiento

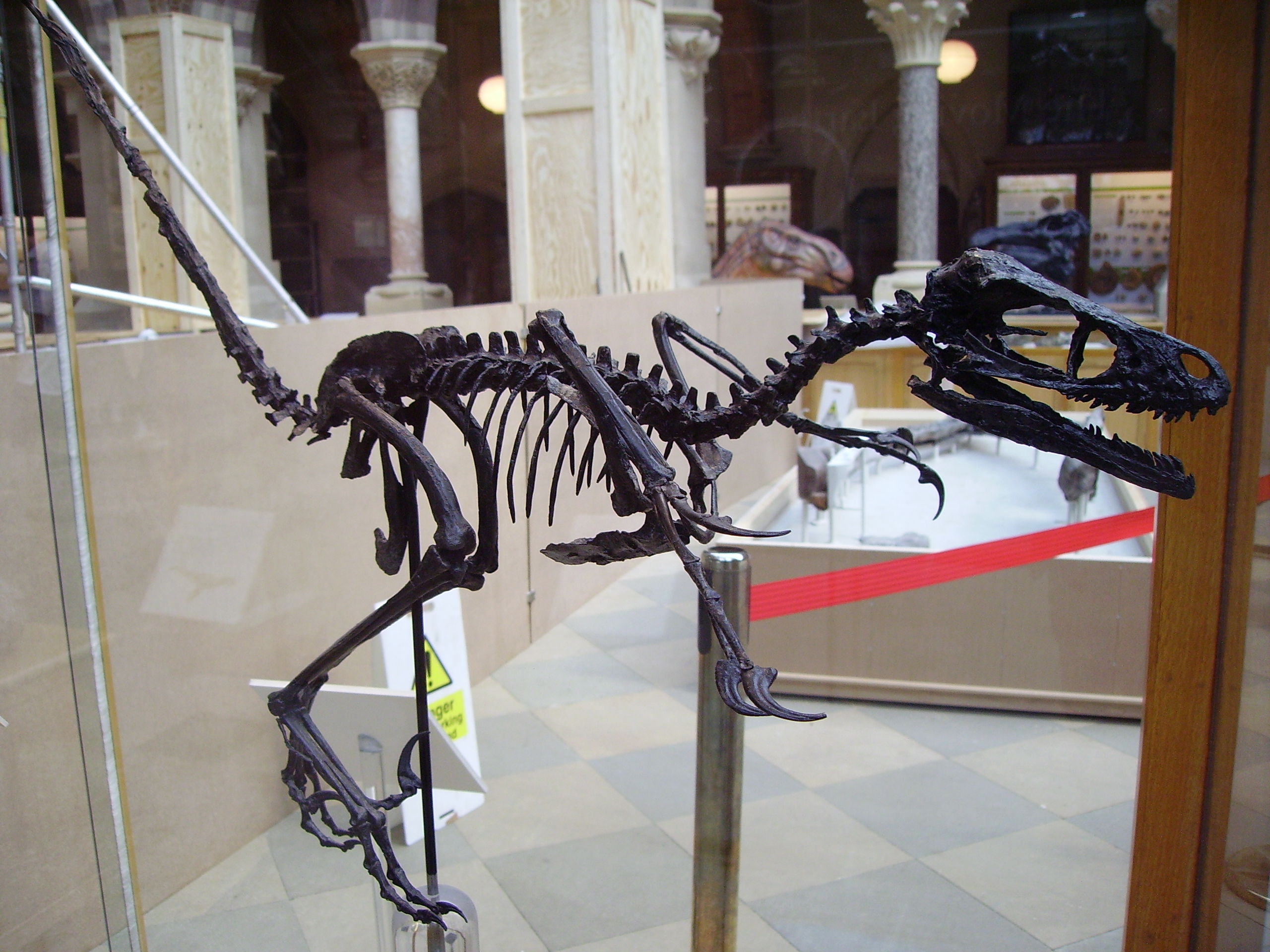
Bambiraptor: Descubierto por científicos de la Universidad de Kansas, Universidad de Yale, y la Universidad de Nueva Orleans.

El esqueleto de Bambiraptor fue descubierto en 1993 por el cazador de fósiles Wes Linster, de 14 años de edad, que estaba buscando huesos de dinosaurios con sus padres cerca del parque nacional Glacier, en Montana (Estados Unidos). Los huesos que Linster descubrió en esa colina llevaron a la excavación de un esqueleto que estaba completo en un 95 por ciento. Debido a su integridad, el director del Instituto de Paleontología de Florida lo comparó con la "Piedra Rosetta " que permitió a los arqueólogos traducir los jeroglíficos egipcios. 
El fósil fue visto por primera vez como un joven Saurornitholestes y en 1997 fue reportado como perteneciente a un Velociraptor sp. En 2000 fue nombrado y descrito por David Burnham, Kraig Derstler, Phil Currie, Robert Bakker, Zhou Zhonge y John Ostrom como especie separada: Bambiraptor feinbergi . El nombre del género se deriva de Bambi , en referencia a la corta edad de la muestra, y raptor, del latín rapaz . El nombre de la especie, se deriva de Michael y Ann Feinberg que adquirieron la muestra de un distribuidor fósiles, y lo cedieron a la ciencia. 
El holotipo AMNH FR 30556 (previamente AMNH 001 and FIP 001, que se refiere a veces erróneamente como AMNH FR 30554), fue descubierto en las capas de la parte superior de Formación Dos Medicinas datado en el Campaniense tardío. Actualmente se encuentra en la American Museum of Natural History, Nueva York. Consiste en un esqueleto en gran parte completo parcialmente articulado con el cráneo de un individuo juvenil. Aunque el lado derecho del esqueleto está dañado, la mayoría de los huesos están descomprimidos y bien conservados. Carece de la punta de la cola. También un paratipo fue asignado en el año 2000, FIP 002-136, que consta de treinta y cuatro elementos esqueléticos de al menos dos individuos adultos cerca el holotipo. En 2004 un hueso de la mandíbula superior fue referido a la especie, espécimen MOR 553S-7-30-91-274.

## Clasificación
Fue descrito como un nuevo taxón dentro de Dromaeosauridae, aunque algunos creen que debe ser sinonimizado con Saurornitholestes. Esta opinión parece en gran parte debido con la estratigrafía conocida para Bambiraptor, sin embargo nunca se ha defendido esta posición con los caracteres compartidos. De hecho, Bambiraptor se ha colocado en los análisis cladísticos lejos de Saurornitholestes en análisis filogenéticos publicados. Esto pudo ser explicable por diferencias ontogénicas, pues el holotipo de Bambiraptor es joven y los paratipos adultos nunca se han descrito. La descripción de estos paratipos, dromeosáuridos juveniles adicionales y especímenes más completos de Saurornitholestes debe ayudar a resolver esta discusión.